# الراحة (أغنية غيمس)
الراحة (بالفرنسية: Reste)‏ وهي إصدار منفرد لمغني الراب الكونغولي غيمس، تم إصدارها في 23 أغسطس 2019 وهي إصدار منفرد لألبومه الثالث الحزام الأسود.

## التصنيف والشهادات

### التصنيف الأسبوعي
| التصنيف                                                     | أفضل مرتبة |
| ----------------------------------------------------------- | ---------- |
| تصنيف الألبومات البلجيكية (أولتراتوب فلاندرز)               | Tip        |
| تصنيف الألبومات البلجيكية (أولتراتوب فلاندرز)               | 37         |
| تصنيف الألبومات البلجيكية (أولتراتوب فلاندرز)               | 19         |
| تصنيف الألبومات البلجيكية (أولتراتوب والونيا)               | 20         |
| تصنيف الألبومات البلجيكية (أولتراتوب والونيا)               | 6          |
| تصنيف الألبومات الفرنسية (الاتحاد الوطني للنشر الفونوغرافي) | 16         |
| تصنيف الألبومات الفرنسية (الاتحاد الوطني للنشر الفونوغرافي) | 3          |
| تصنيف الألبومات الفرنسية (الاتحاد الوطني للنشر الفونوغرافي) | 27         |
| تصنيف الألبومات الفرنسية (الاتحاد الوطني للنشر الفونوغرافي) | 2          |
| تصنيف الألبومات البرتغالية (الاتحاد الفونوغرافي البرتغالي)  | 169        |
| تصنيف الألبومات السويسرية (هيت باراد سويسرا)                | 91         |
| تصنيف الألبومات السويسرية (هيت باراد سويسرا)                | 3          |